# Matinée et Soirée
 (novembre 2017).
Si vous disposez d'ouvrages ou d'articles de référence ou si vous connaissez des sites web de qualité traitant du thème abordé ici, merci de compléter l'article en donnant les références utiles à sa vérifiabilité et en les liant à la section « Notes et références ».
Albums de Gérard Blanchard
Troglo dancing
(1981) Version pauvre du Lac des Cygnes
(1984)
Singles
1. Anachronique
Sortie : 1983
2. Papous
Sortie : 1983

Matinée et Soirée est le deuxième album du chanteur accordéoniste français Gérard Blanchard, sorti en 1983 chez Barclay.
Il comprend, notamment, les titres Anachronique, Papous, L'Encyclopédie du rock and roll, Poisson rouge et Meunier tu es cocu.
Il remporte le Grand Prix du Festival de Spa[réf. nécessaire].

## Liste des titres
|       | 'Face A'                        |      |
| A1.   | Anachronique                    | 2:53 |
| A2.   | Zazard le lézard                | 4:03 |
| A3.   | Adeline                         | 5:23 |
| A4.   | Papous                          | 4:40 |
| A5.   | Rock and Roll musette           | 2:06 |
|       | 'Face B'                        |      |
| B1.   | Elvis                           | 2:58 |
| B2.   | Karen                           | 4:15 |
| B3.   | Poisson rouge                   | 4:21 |
| B4.   | L'Encyclopédie du Rock and Roll | 3:49 |
| B5.   | Meunier, tu es cocu             | 1:30 |
| 35:58 |                                 |      |

## Membres du groupe
- Gérard Blanchard : accordéon, chant
- Vincent Chavagnac : saxophones (alto, ténor, baryton), arrangements (vents)
- Philippe Guyot : basse
- Claude Salmiéri : batterie, percussions, piano
- Mark Sullivan, Vincent Palmer : guitares
- Jacques Bolognesi : trombone
- Bernard Balestier : trompette